# Luftdruckenergiepatrone
Eine Luftdruckenergiepatrone (auch: Luftenergiepatrone, LEP) bezeichnet eine Patrone, welche es erlaubt, mittels spezieller Waffen Projektile für Luftdruckwaffen zu verschießen. Die Handhabung der Waffen ist im Prinzip mit einer herkömmlichen scharfen Waffe vergleichbar. Lediglich die Luftdruckpatronen müssen immer wieder mit einer Handluftpumpe oder einer sonstigen Druckluftquelle aufgefüllt werden.
Die notwendigen Waffen gibt es speziell als LEP-Waffen oder auch als modifizierte scharfe Waffen zu kaufen. Beide Varianten waren früher ab 18 Jahren frei zu erwerben und wurden mit einem eingravierten „F“ in einem Fünfeck gekennzeichnet. Nach dem am 22. Februar 2008 vom Deutschen Bundestag beschlossenen Waffenrechtsänderungsgesetz sind LEP-Waffen, die aus ehemals scharfen Waffen umgebaut wurden, seit dem 1. April 2008 nicht mehr frei zu erwerben, sondern wie eine scharfe Waffe nur noch auf Waffenbesitzkarte; diese Rechtsänderung gilt auch für den Altbesitz, für den gegebenenfalls innerhalb von sechs Monaten eine Waffenbesitzkarte zu beantragen war. 
Die Anmeldefrist ist seit dem 1. Oktober 2008 abgelaufen. LEP-Waffen, die ehemals scharfe Waffen waren und nicht bis spätestens zum 1. Oktober 2008 angemeldet worden sind, sind jetzt illegal und werden ggfs. eingezogen (hinzu kommt ggfs. ein strafrechtliches Verfahren gegen den Besitzer). 